# توزیع کوشی
توزیع کوشی−لورنتز، یکی از توزیع‌های احتمالی پیوسته است. این توزیع به یاد دو دانشمند آگوستین کوشی و هندریک لورنتز نامیده شده است. در احتمالات این توزیع را بیشتر به نام توزیع کوشی می‌شناسند و در فیزیک بدان توزیع لورنتز، تابع لورنتز و توزیع بریت−ویگنر گفته می‌شود. این تابع در فیزیک، پاسخ معادله دیفرانسیل رزونانس اجباری است. در ریاضیات این توزیع به خاطر ارتباط با کرنل پواسون، که جواب معادله لاپلاس در نیم‌صفحه بالا است، اهمیت دارد.